# Cuvée Jolie Môme
Cuvée Jolie Môme is een Belgisch witbier van hoge gisting.
Het bier wordt gebrouwen in Brasserie artisanale du Flo te Blehen (Hannuit) in samenwerking met de Italiaanse wijnbouwer Matthieu Ferré. Het bier werd genoemd naar het liedje Jolie Môme van de Franse zanger Léo Ferré.
Het is een blond troebel witbier met een alcoholpercentage van 4,5%.